# 귀화 (생물학)
귀화(歸化)란 생물학에서 본래의 야생 서식지에서 인간 등의 개입에 의해 다른 장소로 옮겨가 옮겨진 장소의 생태계의 일원이 되는 현상을 말한다. 즉 옮겨진 생태계에서 지속적으로 세대를 이어갈 수 있는 정도의 개체수가 되어야한다. 식물이 귀화한 경우 귀화식물(歸化植物),동물이 귀화한 경우 귀화동물(歸化動物)이라고 한다.

## 귀화식물
새로운 환경에 대해서 강한 적응력과 살포력을 가진 식물들은 짧은 기간에 넓은 분포권을 가지게 되는데, 오늘날 전세계에 걸쳐 발달하여 있는 잡초 가운데는 이러한 식물들이 많이 있다. 예를 들어, 북아메리카가 원산지로서 열대에서 온대에 걸쳐 널리 분포되어 있는 마디풀과의 마디풀이나 국화과의 도깨비바늘·개망초·망초·개쑥갓 등이 이에 속한다.
이것들은 인간에 의해 원산지로부터 다른 지역으로 이동되어, 새로운 토지에서 번식하고 있는 것으로 '귀화 식물'이라 불린다. 이러한 식물들은 넓은 범위에 걸쳐 환경 변화에 적응하며, 우세한 살포력과 영양 생식, 단성 생식 등의 뛰어난 생식 능력을 가지고 있으므로, 급속한 분포권을 가지게 된 것이다.

## 천이
천이(遷移)는 일정한 지역의 식물 군락이나 군락을 구성하고 있는 종들이 시간의 추이에 따라 변천하여 가는 현상. 이것이 계속됨에 따라 생태계의 속성이 변한다. 일반적으로 맨땅을 그대로 방치하면 한해살이풀, 여러해살이풀, 양지성 수목, 음지성 광엽수림으로 점차 변한다. 이러한 천이과정은 귀화생물과의 공존과 생태계의 안정성과의 완충점으로서 토종식물의 건전한 방어능력을 위한 생태계 변화와도 관련있다. 또한 이러한 생물종간의 천이과정은 고유종과 외래종의 경합보다는 변화하는 환경이라는 조건의 변수가 더 크게 작용한다고 알려져있다.

## 같이 보기
- 외래종
- 고유종